# Dombivli
Dombivli (engelska: Dombivali) är en ort i Indien.   Den ligger i distriktet Thane och delstaten Maharashtra, i den sydvästra delen av landet, 1 100 km söder om huvudstaden New Delhi. Dombivli ligger 11 meter över havet och antalet invånare är 1 193 000.
Terrängen runt Dombivli är huvudsakligen platt, men åt sydväst är den kuperad. Runt Dombivli är det mycket tätbefolkat, med 1 573 invånare per kvadratkilometer. Närmaste större samhälle är Kalyān, 6,2 km nordost om Dombivli. I omgivningarna runt Dombivli växer huvudsakligen savannskog.